# Muara Jaya I
Muara Jaya I is een bestuurslaag in het regentschap Lampung Barat van de provincie Lampung, Indonesië. Muara Jaya I telt 2697 inwoners (volkstelling 2010).